# Клеменс Рачинський
Клеменс Рачинський, або Климентій Рачинський (пол. Klemens Raczyński; 12 серпня 1839, Чорнолізці — 13 серпня 1886, Відень) — адвокат, посол, член Руської Ради, ополячений шляхтич гербу Наленч, дідич Завалова з 1847 року.

## Біографія

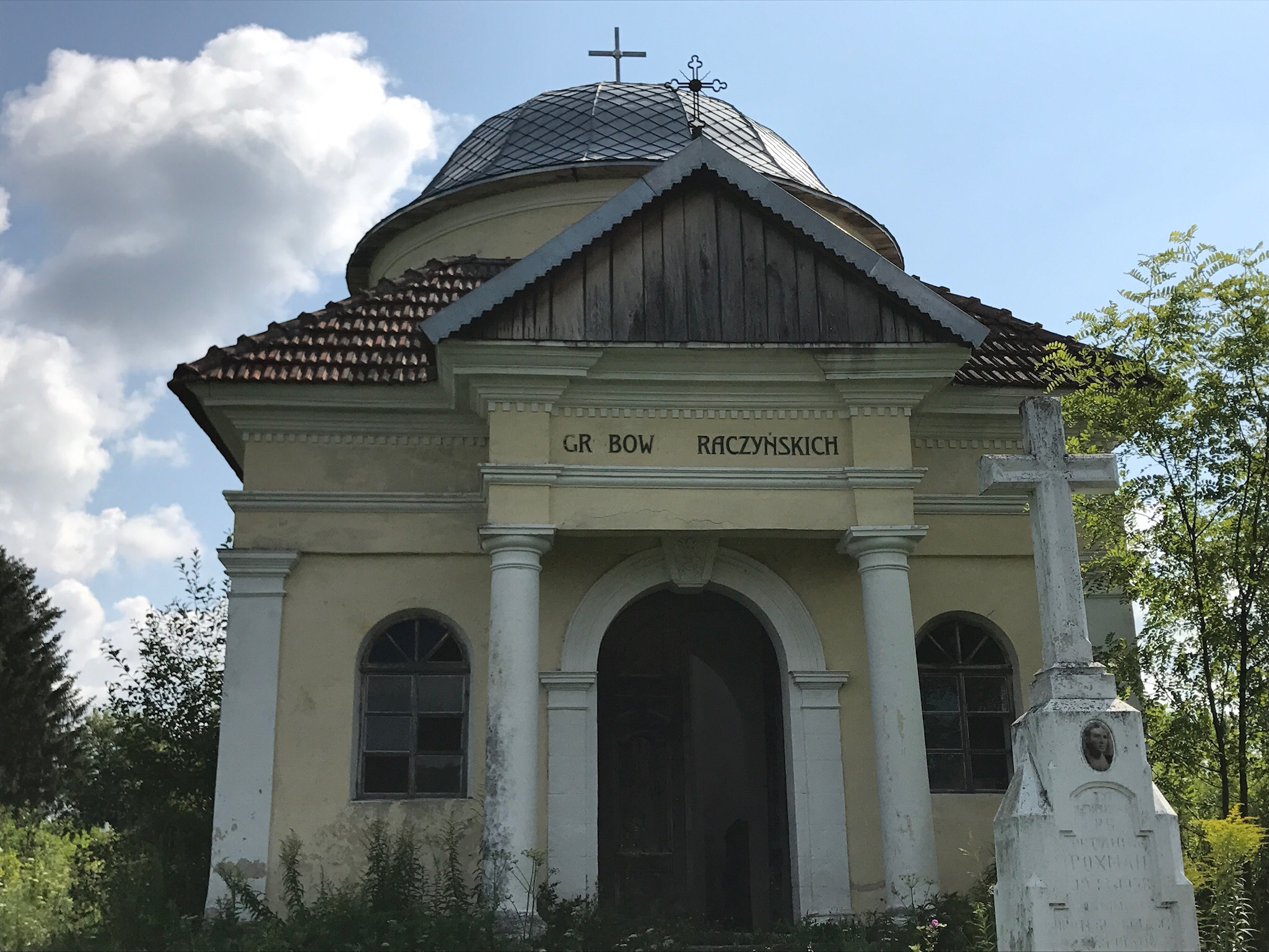
Каплиця з гробівцем

Народився 12 серпня 1839 року в селі Чорнолізці (за іншими даними — Петрилів) нині Тисменицького району Івано-Франківської області.
З 1849 року навчався в гімназії в Бережанах. У 1852–1861 рр. навчався в Терезіанумі у Відні та 1859–1861 на студіях права у Віденському університеті. В 1863 р. у Відні отримав звання доктора права під егідою імператора. Працював спочатку концепт-стажистом у Фінансовій прокуратурі у Відні; з 1869 р. — адвокат у Відні.
1871 року одружився з Кароліною Нападевич (пол. Karolina Napadiewicz-Więckowska; 1848—1925), донькою Миколи Нападевича. Виростили п'ятеро дітей: Олександр Стефан (пол. Aleksander Stefan; (1872—1941), Клементина (пол. Klementyna Raczyńska; (1880—1970), ? (1880—1918), ? (1880 -?), Кароліна Аврелія Іґнація (пол. Karolina Aurelia Igancja Raczyńska; (1886—1945)
Був членом Руської Ради у Львові. В 1880 році після відставки Максиміліана Боденського за станом здоров'я, переміг на додаткових виборах до австрійського парламенту для курії торгово-промислових палат у Галичині, район Львова. В Парламенті входив у Польський клуб.
У 1879—1885 роках проживав у Відні, де працював адвокатом у суді.
Помер раптово від інсульту 13 серпня 1886 року у Відні. Похований у фамільному гробівці Рачинських в Завалові.